# Tanicito
Los tanicitos
son células especializadas, que se ubican tapizando y adyacentes a los ventrículos del cerebro y al canal central de la médula espinal.
Forman la barrera al líquido cefalorraquídeo en el piso del tercer ventrículo y se encuentran en estrecho contacto con las neuronas y la glía conformando una barrera hemática a los capilares, y también actúan como envoltura de los terminales de los axones.

## Características
Los tanicitos (del griego tanus: alargado) presentan características morfológicas, moleculares y funcionales únicas y distintas de las otras células ependimogliales.

Los tanicitos muestran polarización celular marcada. El polo apical o luminal de sus cuerpos, está localizado en la superficie en contacto con el líquido cefalorraquídeo. Por su polo basal envían prolongaciones (procesos) llamados pie terminal hasta las paredes vasculares y las neuronas con las que hacen contacto.

### Tanicitos en el canal medular

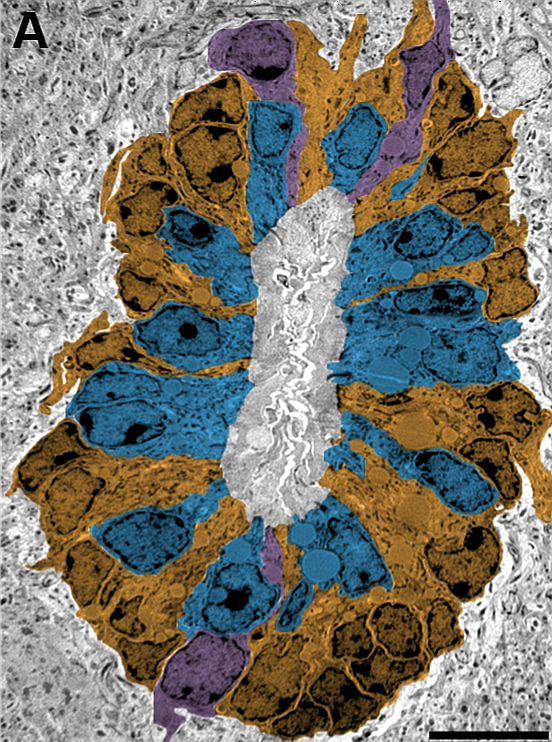
Tanicitos (color naranja). Conducto medular. células ependimarias radiales (color violeta), ependimarias cuboideas (color azul).

Se describen células con fenotipo de tanicitos cortos en el canal central de la médula espinal, ubicados entre las células ependimarias de tipo cuboideas y las células radiales elongadas.

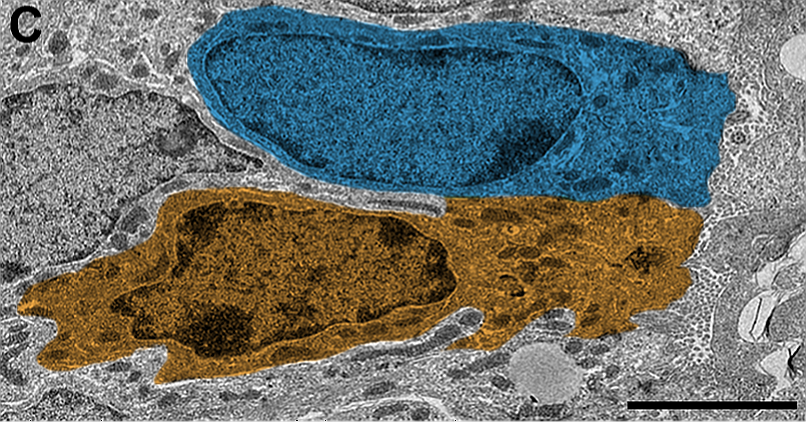
Tanicito (color naranja). La luz del conducto ependimario se encuentra a la derecha. La barra de escala representa 10 μm.

Estos tanicitos muestran citoplasma claro y núcleo ovoide e irregular. El polo ependimario tiene contacto con la luz del conducto y el líquido cefalorraquídeo; en tanto su polo basal muestra varias prolongaciones cortas en relación con las neuronas y la glía.

### Tanicitos en el tercer ventrículo
Los tanicitos son las principales células gliales presentes en el hipotálamo basal.

Su polo proximal, apical o nuclear se encuentra formando la pared del tercer ventrículo y su prolongaciones basales largas se proyectan hacia el hipotálamo ventromedial a los núcleos neuronales hipotalámicos, que regulan el apetito y el gasto de energía.

Los tanicitos están expuestos al líquido cefalorraquídeo del tercer ventrículo y también tienen acceso a los metabolitos y hormonas plasmáticos, a través de capilares fenestrados de la  Eminencia Media.

#### Tipos

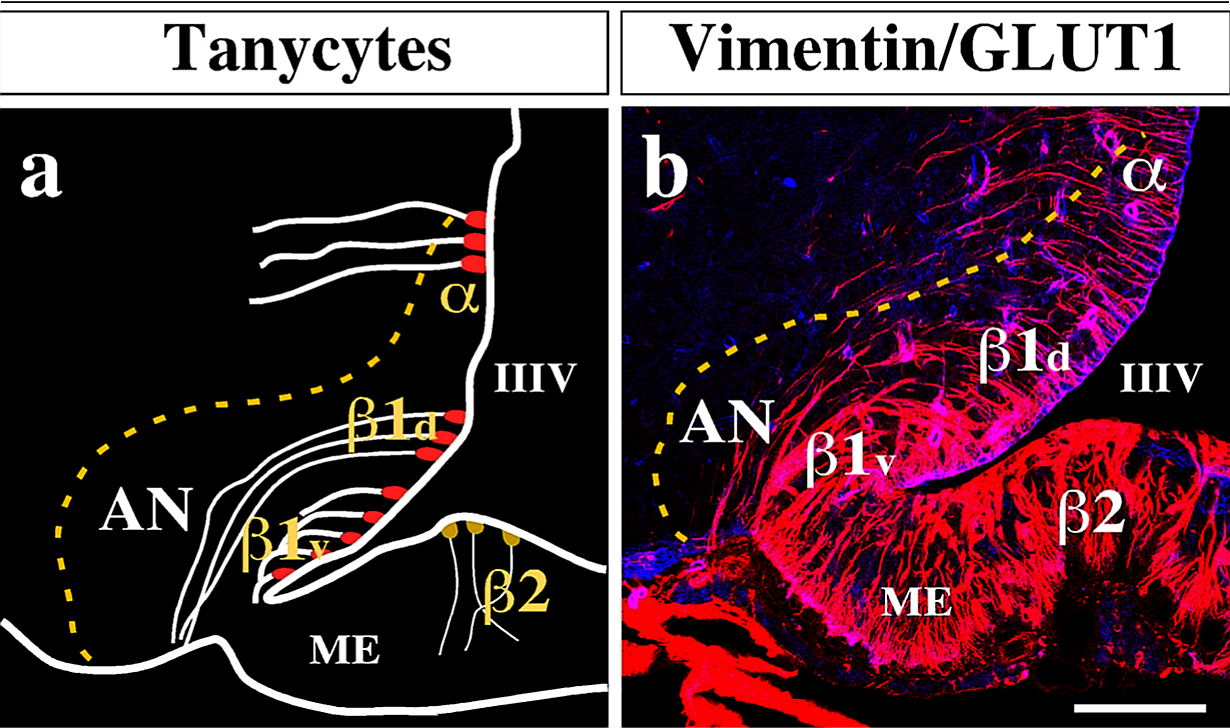
Esquema y Microfotografía de Tanicitos en el Hipotálamo: α, β1d, β1v y β2

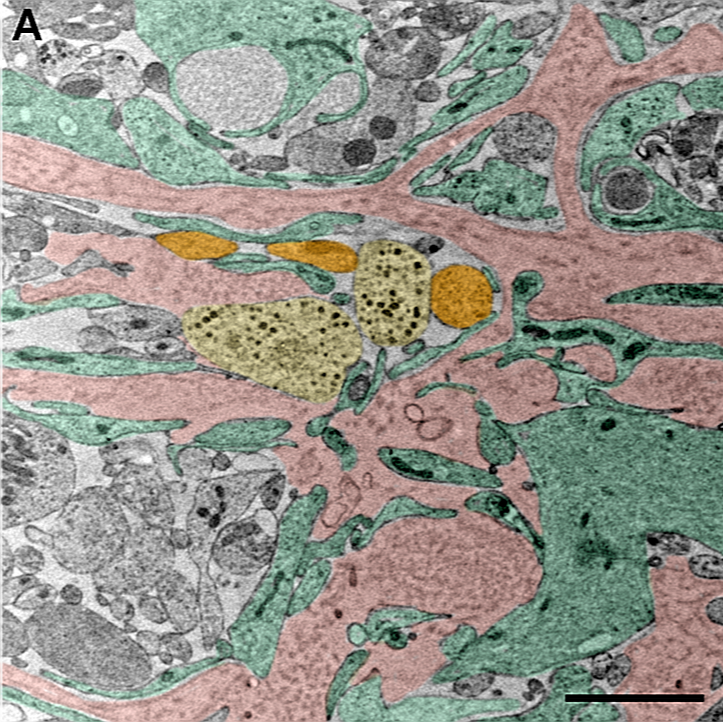
Tanicitos en verde en el Hipotálamo. Espacio perivascular en rosa.

Existen dos tipos principales de tanicitos alfa y beta. Se describen varios subtipos de tanicitos en el hipotálamo: α1, α2, β1 y β2.

Los tanicitos alfa (TC-α) se localizan en la pared lateral media del tercer ventrículo.
Los tanicitos beta (TC-β) se localizan en la pared lateral inferior y en el piso del tercer ventrículo, tienen prolongaciones celulares extendidas que contactan las neuronas de los núcleos neuronales ventro-mediales.

##### Tanicito alfa
Los tanicitos alfa (TC-α), tienen dos subtipos α1 y α2 muy similares. Los TC-α son células cuboideas de núcleo redondeado y con cromatina laxa. Su citoplasma contiene abundantes polirribosomas y mitocondrias. El aparato de Golgi está compuesto de cisternas escasas y pequeñas.

El polo apical de los TC-α, muestra en su superficie microvellosidades abundantes y protrusiones citoplasmáticas bulbosas.

Presentan abundantes uniones GAP o uniones comunicantes.

Su polo basal presenta una prolongación con abundantes mitocondrias, microtúbulos, filamentos intermedios y retículo endoplasmático liso (REL). 

No reciben contactos sinápticos, ni sinaptoides en el soma, ni en sus prolongaciones basales.

##### Tanicito beta-1
Los tanicitos beta-1 (TC-β1), se localizan en la pared lateral baja del tercer ventrículo, tienen forma cilíndrica con un núcleo alargado. Contienen cisternas del aparato de Golgi bien desarrolladas y numerosas mitocondrias. También vesículas cubiertas, vesículas lisas y endosomas.

La superficie del polo apical del TC-β1 en contacto con la luz ventricular muestra microvellosidades abundantes y protrusiones pequeñas.

Su polo basal proximal está ocupado por abundantes cisternas del aparato de Golgi, cisternas del REL, microtúbulos y filamentos intermedios. En la parte distal de la prolongación, esta tiene un diámetro uniforme y es abundante en polirribosomas, microtúbulos y filamentos intermedios.

A este nivel distal es que presentan uniones estrechas (zonula occludens).

Contienen  uniones adherentes (zonula adherens) repartidas a lo largo de toda su membrana celular.
 
Las expansiones de los TC-β1 rodean los terminales de los axones de manera completa, y los separan del espacio perivascular de los capilares del  Sistema Porta hipotálamo-hipófisis.

##### Tanicito beta-2

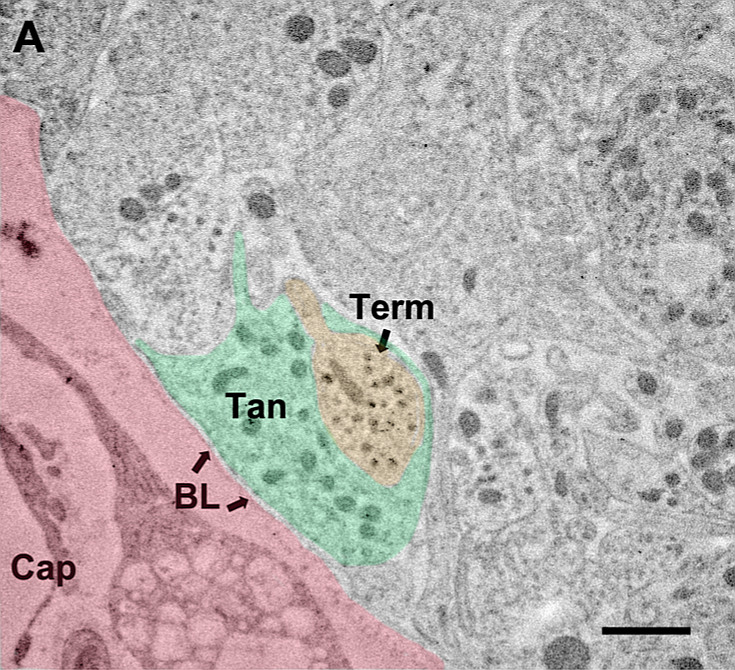
Tan= Tanicito (en verde), extremo de una prolongación basal citoplasmática, que separa un capilar de una neurona. BL= Membrana basal (en rosa). Cap= Capilar del Sistema Porta (en rosa). Ter= Terminal axonal (en amarillo). Eminencia Media del Hipotálamo.

Los tanicitos beta-2 (TC-β2) tapizan el suelo del receso infundibular del tercer ventrículo. Son células alargadas cilindroides, con una prolongación basal larga.

En su superficie apical no presentan protrusiones dentro del tercer ventrículo, solo muestran microvellosidades poco abundantes.

En el polo apical los TC-β2 muestran uniones estrechas (zonula occludens), junto con  uniones adherentes (zonula adherens).
El citoplasma apical presenta vesículas de clatrina y vesículas de superficie lisa distribuidas en la membrana plasmática y en el citoplasma.

El retículo endoplasmático rugoso (RER) presenta cisternas abundantes.

El polo basal en su sector proximal muestra un aparato de Golgi bien desarrollado.

Los terminales basales de los TC-β2 forman grupos unidos entre sí por uniones adherentes (zonula adherens) y tienen contactos con los terminales de las neuronas y con los capilares del Sistema Porta hipotálamo-hipófisis de la  
Eminencia Media.

Muestran contactos "sinaptoides" en toda la longitud del proceso basal y no solo en la región preterminal como en los tanicitos β1.
Los tanicitos beta-1 forman la barrera del Núcleo Arcuato que separa este núcleo de la Eminencia Media.
Los tanicitos beta-2 (TC-β2), forman la barrera líquido cefalorraquídeo-cerebro (CSF-BB en inglés) en la Eminencia Media aislándolo y sus prolongaciones entran en contacto directo con los  microvasos desprovistos de la barrera hematoencefálica (BB-B en inglés) habitual del SNC.

## Función
Los Tanicitos actúan como sensores de entrada y como moduladores de salida neuroendócrina:
1. Regulan la entrada y difusión de moléculas transportadas por la sangre.[10]
2. Controlan la producción neuroendócrina en la Eminencia Media.
3. Los tanicitos comprenden una población de células madre del hipotálamo.[11]

Los tanicitos de los  órganos neurohemáticos (NHO/CVO) tienen unos procesos apicales que se extienden hacia el líquido cefalorraquídeo (LCR) para controlar su composición y otros distales que contactan con los capilares fenestrados para controlar el intercambio de sustancias entre la sangre y el LCR.

## Recambio celular de tanicitos
En el adulto los tanicitos son células multipotentes, que bajo condiciones fisiológicas generan neuronas y glía, y que in vitro también generan neuroesferas.
Ha sido demostrado que in vivo los tanicitos α2 generan tanicitos β.